# Ligornetto
Ligornetto war bis zum 13. April 2013 eine politische Gemeinde im Kreis Stabio. Seitdem ist sie Ortsteil von Mendrisio im Bezirk Mendrisio des Kantons Tessin in der Schweiz.

## Geographie

Werner Friedli (Fotograf): Ligornetto, historisches Luftbild (1946)

Das Dorf liegt auf 362 m ü. M. und ist zehn Kilometer von Chiasso entfernt an der italienischen Grenze gelegen. Es hat eine schöne landschaftliche Lage am Fuss der mit Weinreben und Kastanienhainen bestandenen Höhen von Besazio und Saltrio, an denen verschiedene Marmorbrüche abgebaut werden.

## Geschichte
Eine erste Erwähnung findet das Dorf im Jahre 789 unter dem damaligen Namen Logurno. Das Dorf war schon vor dem Anfang der Römerzeit bewohnt, am 18. Juli 1946 wurden dort verschiedene romane Gräber gefunden.

## Gemeindefusion
Seit dem 14. April 2013 gehört Ligornetto zur Gemeinde Mendrisio.

## Bevölkerung
Einwohnerzahlen: Volkszählungsdaten

## Unternehmungen
- Aleph Film produzioni[4]

## Bilder

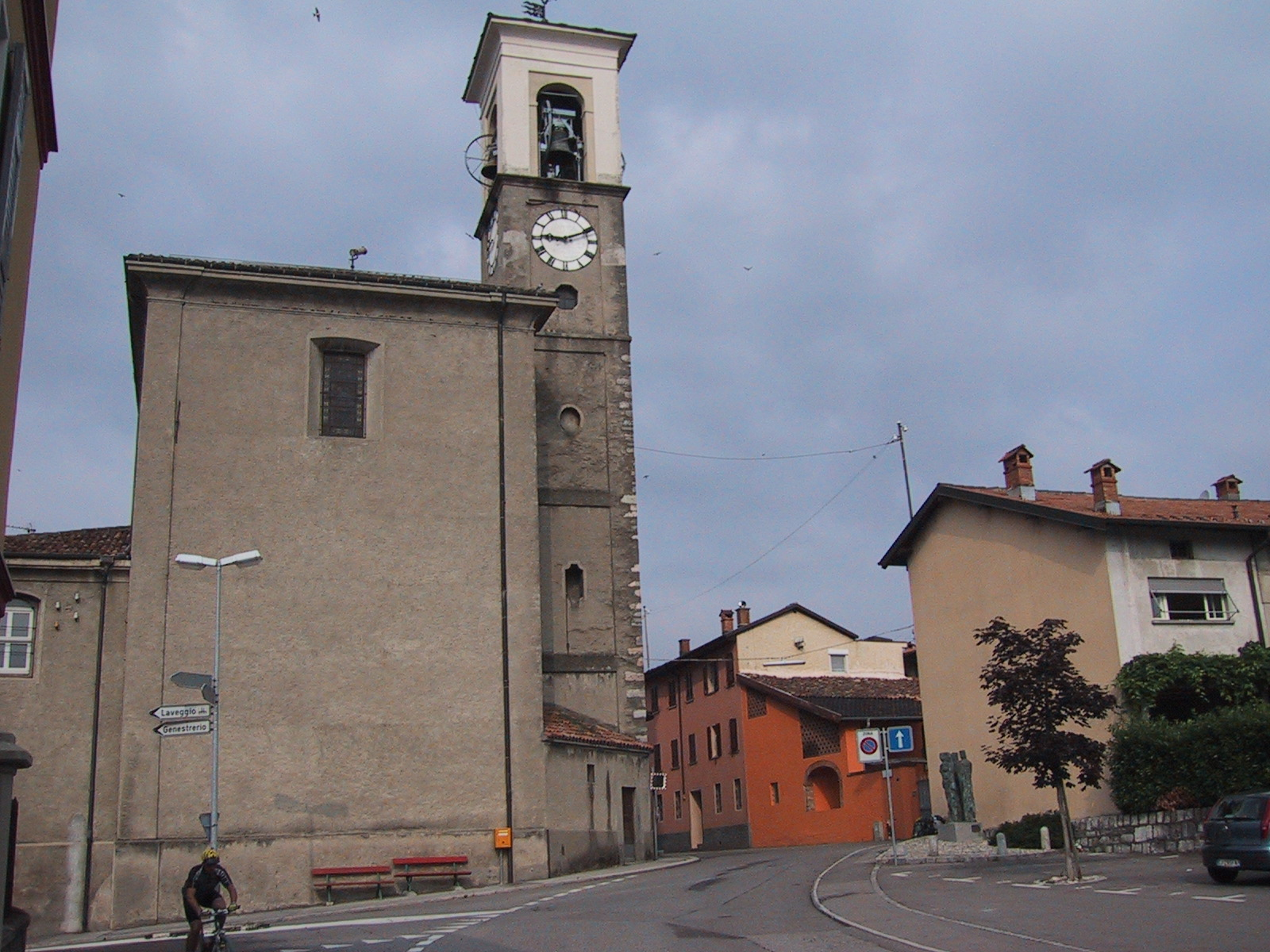
Kirche in Ligornetto
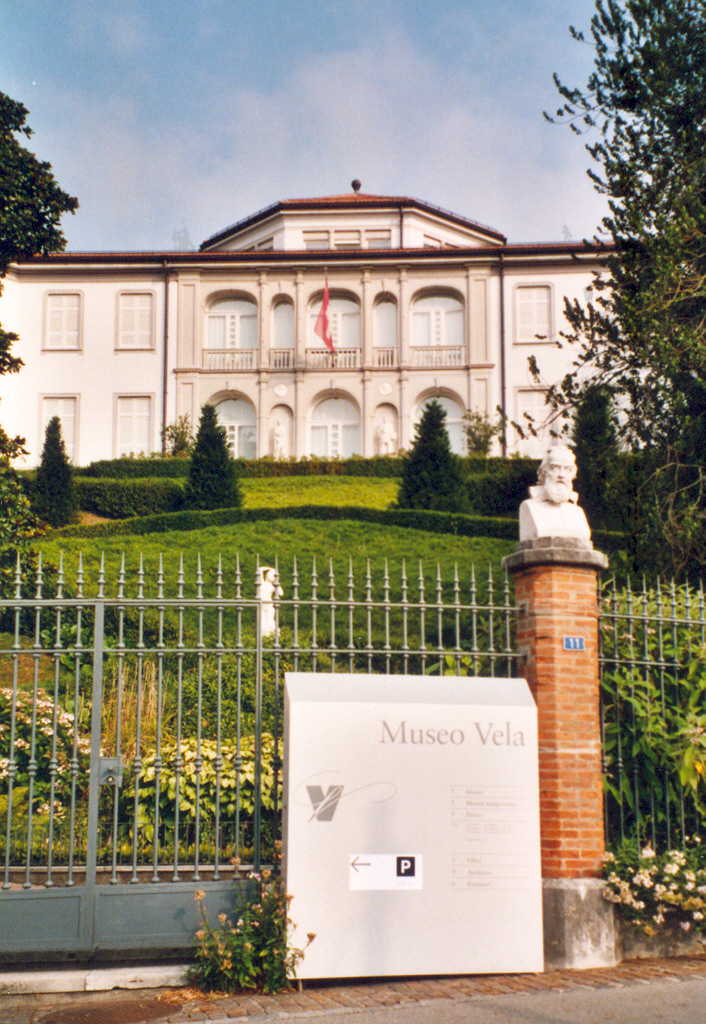
Museo Vela in Ligornetto
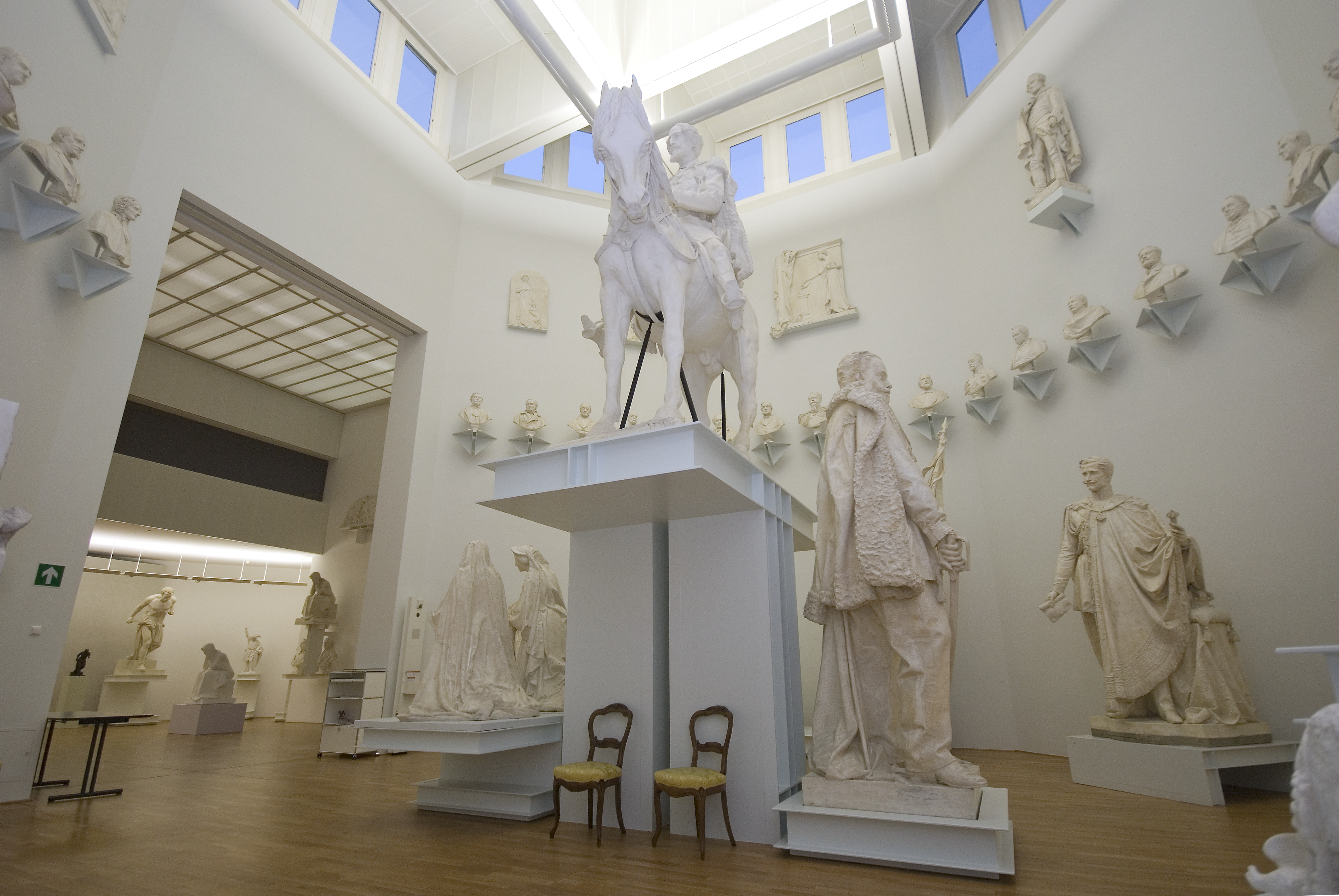
Museo Vela Innenraum

## Sehenswürdigkeiten
Das Dorfbild ist im Inventar der schützenswerten Ortsbilder der Schweiz (ISOS) als schützenswertes Ortsbild der Schweiz von nationaler Bedeutung eingestuft.
- Pfarrkirche San Lorenzo (1736/1741), Architekt: Giuseppe Caresana mit Dekorationsmalereien (1777) des Malers Cipriano Pelli und drei Wandgemälden Sankt Lorenzos Leben Episoden: Almosen, Märtyrertod, Abschied von Papst Sixtus II des Malers Giovanni Battista Innocenzo Colombo.[6][7]
- Oratorium San Giuseppe (16. Jahrhundert)[6]
- Museum Vincenzo Vela (1962/1965), Architekt: Cipriano Ajmetti[6][8]
- Wohnhaus Vincenzo Vela mit Denktafel[6][9]
- Wiegeplatz mit Gerechtigkeitstatue des Bildhauers Vincenzo Vela[6]
- Einfamilienhaus (1975/1976), Architekt: Mario Botta[6]
- Auf dem Friedhof: Vincenzo Velas Grabmal (1893)[6], im Beinhaus Statue L’Addolorata des Bildhauers Vincenzo Vela[6]
- Wohnhaus Pessina mit Atelier des Bildhauers Apollonio Pessina (1879–1958)[6][10]

## Sport
- Football Club Ligornetto[11]